# Palais de la Capitainerie générale des Canaries

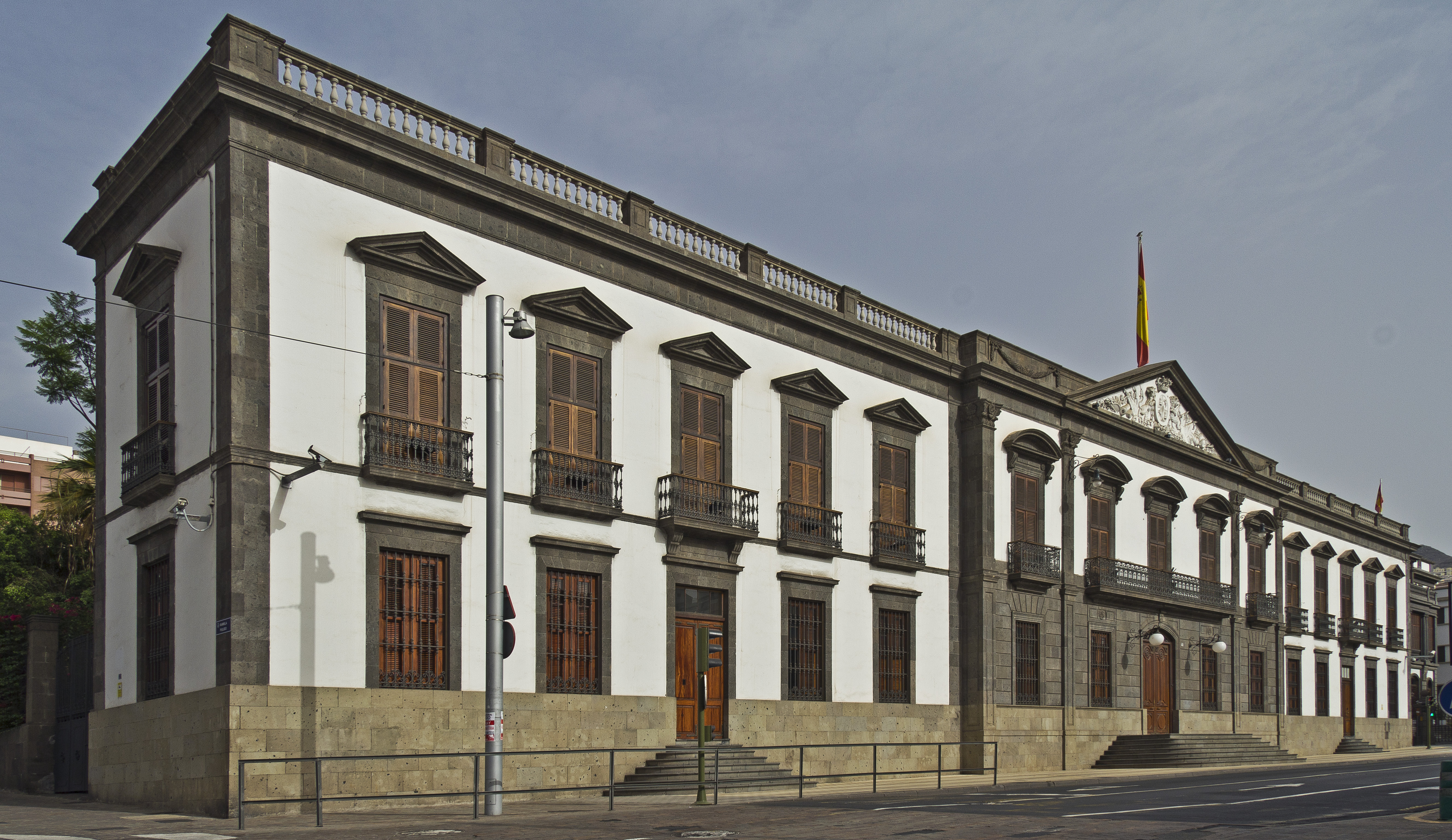
Palais de la Capitainerie Générale des Canaries.

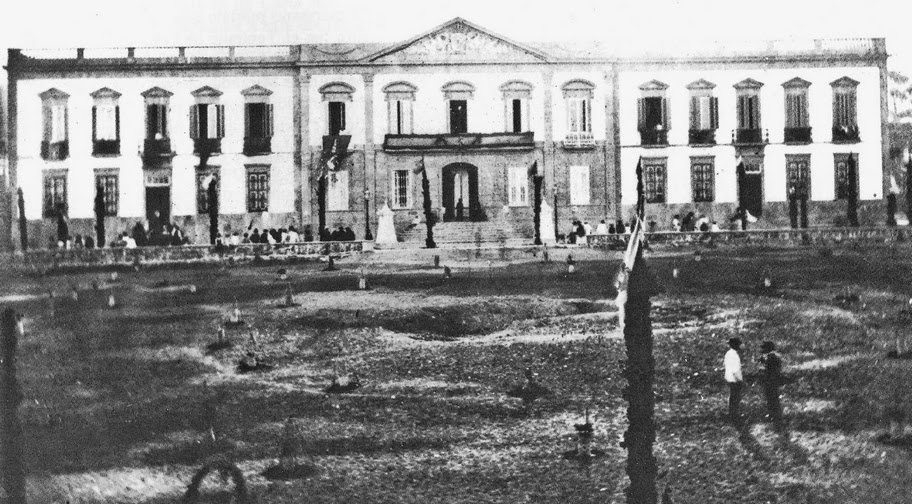
Palais de la Capitainerie Générale des Canaries en 1885. Au premier plan les terrains de la place Weyler, inaugurée en 1893.

Le Palais de la Capitainerie Générale des Canaries (en espagnol : Capitanía General de Canarias) est un bâtiment situé dans la ville de Santa Cruz de Tenerife qui abrite le siège de la préfecture militaire des Îles Canaries (Espagne). Il abrite également les Archives  Militaires des Canaries.

## Description
Le bâtiment se trouve en plein centre de la ville, face à la Place Weyler. La charge existe depuis 1589 et Santa Cruz de Tenerife a été siège de la préfecture depuis 1656, aussi bien comme ville que comme capitale, puisque la capitale pendant un temps a été à La Laguna; son actuel emplacement date de 1881. La salle de réunion a une iconographie représentant les armes et des symboles de chacune des îles de l'archipel, ensemble avec celles de Castille-et-Léon, flanquées par des allégories de la Loi et la Justice.
Chaque an se célèbre dans ce bâtiment la festivité de la Pâques Militaire, instituée en 1782 sous le règne de Charles III, comme expression de joie à la suite de la récupération de l'île de Minorque, alors aux mains des anglais.  Cette fête est célébrée surtout par les Forces Armées des Canaries avec la présence du chef du Commandement Militaire des Canaries, en représentation du Roi d'Espagne.